# Chevrolet Nomad
Der Chevrolet Nomad war ein Kombimodell der Automobilmarke Chevrolet des US-amerikanischen General Motors Konzern (GM). Der bekannteste Nomad ist das Prestigemodell der Modelljahre 1955 bis 1957 mit drei Türen.

## Von Jahr zu Jahr

### 1955–1957
Der dreitürige Nomad unterschied sich von anderen zeitgenössischen Kombis durch sein Hardtop-ähnliches Erscheinungsbild und die zweigeteilte Heckklappe, bei der die rahmenlose Scheibe getrennt nach oben schwingt. Der Chevrolet teilte diese Karosserieform mit seinem Pontiac-Schwestermodell Safari.
Das Styling des Nomad hat seine Wurzeln im Motorama-Showcar gleichen Namens, das auf der Corvette C1 von 1953 basierte und von den Stylisten Clare MacKichan und Carl Renner entworfen wurde. Das Konzeptfahrzeug wurde 1954 auf der GM-Motorama als einer von Harley Earls Traumwagen vorgestellt.
GM genehmigte die Produktion dieses Wagens unter der Bedingung, dass sich das Design auf ein Standardmodell übertragen ließ. Die Geschäftsleitung erhoffte sich nämlich höhere Verkaufszahlen, wenn der Wagen in die bekannte Bel-Air-Baureihe eingegliedert würde.
Obwohl der Wagen als Meilenstein angesehen wurde, stellte General Motors die Produktion der ersten Baureihe Ende 1957 ein, da die Verkaufserwartungen von mindestens 10.000 Einheiten pro Jahr sich nicht erfüllt hatten und für 1958 ein neues Design vorbereitet war. Die Gründe wurden unter anderem darin gesehen, dass 1955 ein V8-Nomad mit 2571 USD rund 265 USD teurer als ein vergleichbar ausgestatteter BelAir war. Auch im Jahr 1956 änderte sich dies grundsätzlich nicht, da er trotz einer Preissenkung immer noch 150 USD mehr kostete. Probleme mit der Dichtheit der geteilten Heckklappe taten ihr übriges.
Die Motorisierung reichte vom 3,8 Liter Reihensechszylinder-Ottomotor mit 123 SAE-HP bis zum 4,6 Liter V8-Motor mit 270 SAE-HP, mit letzterem erreichte der Nomad eine Höchstgeschwindigkeit von 192 km/h und beschleunigte von 0–96 km/h in 8,0 Sekunden. Im Jahr 1955 wurden mit 8386 Fahrzeugen die meisten Modelle verkauft, gefolgt von 7886 in 1956 und mit nur noch 6103 Nomads 1957.
| Typ                         | Hubraum [cm3] | Verdichtung | Vergaser                | Auspuff | Leistung [PS / kW] | bei Drehzahl [min−1] |
| --------------------------- | ------------- | ----------- | ----------------------- | ------- | ------------------ | -------------------- |
| Blue-Flame 6-Zylinder-Reihe | 3859          | 8,25:1      | Doppelvergaser          | Einfach | 123 / 90           | 3800                 |
| Turbo-Fire V-8              | 4343          |             | Doppelvergaser          | Einfach | 162 / 119          | 4400                 |
| Turbo-Fire V-8              | 4638          | 8,5:1       | Doppelvergaser          | Einfach | 180 / 133          | 4600                 |
| Turbo-Fire V-8              | 4638          | 8,5:1       | Doppel-Registervergaser | Einfach | 225 / 165          | 4800                 |
| Super Turbo-Fire V-8        | 4638          | 9,5:1       | Doppel-Registervergaser | Einfach | 245 / 199          | 4800                 |

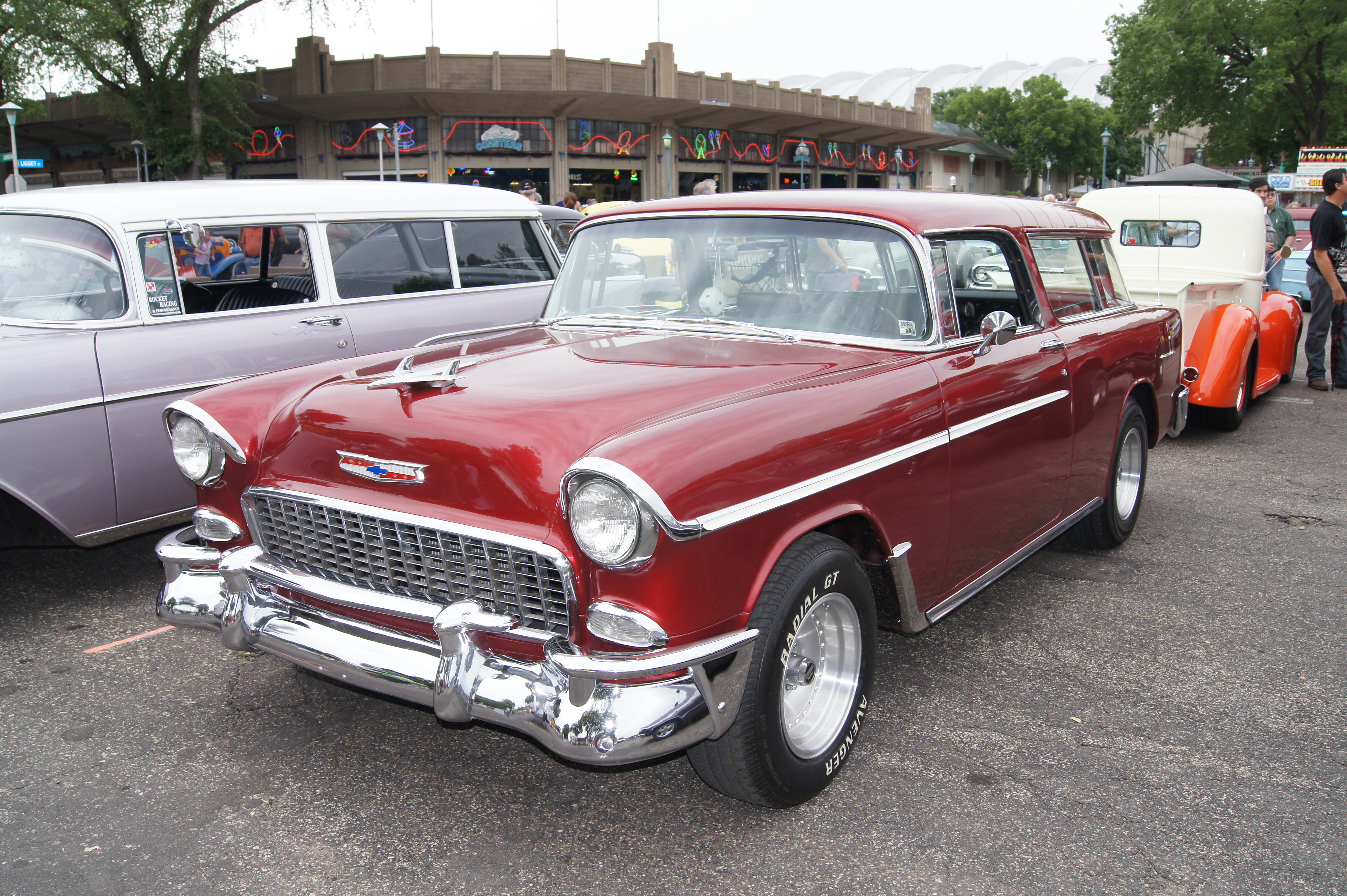
1955
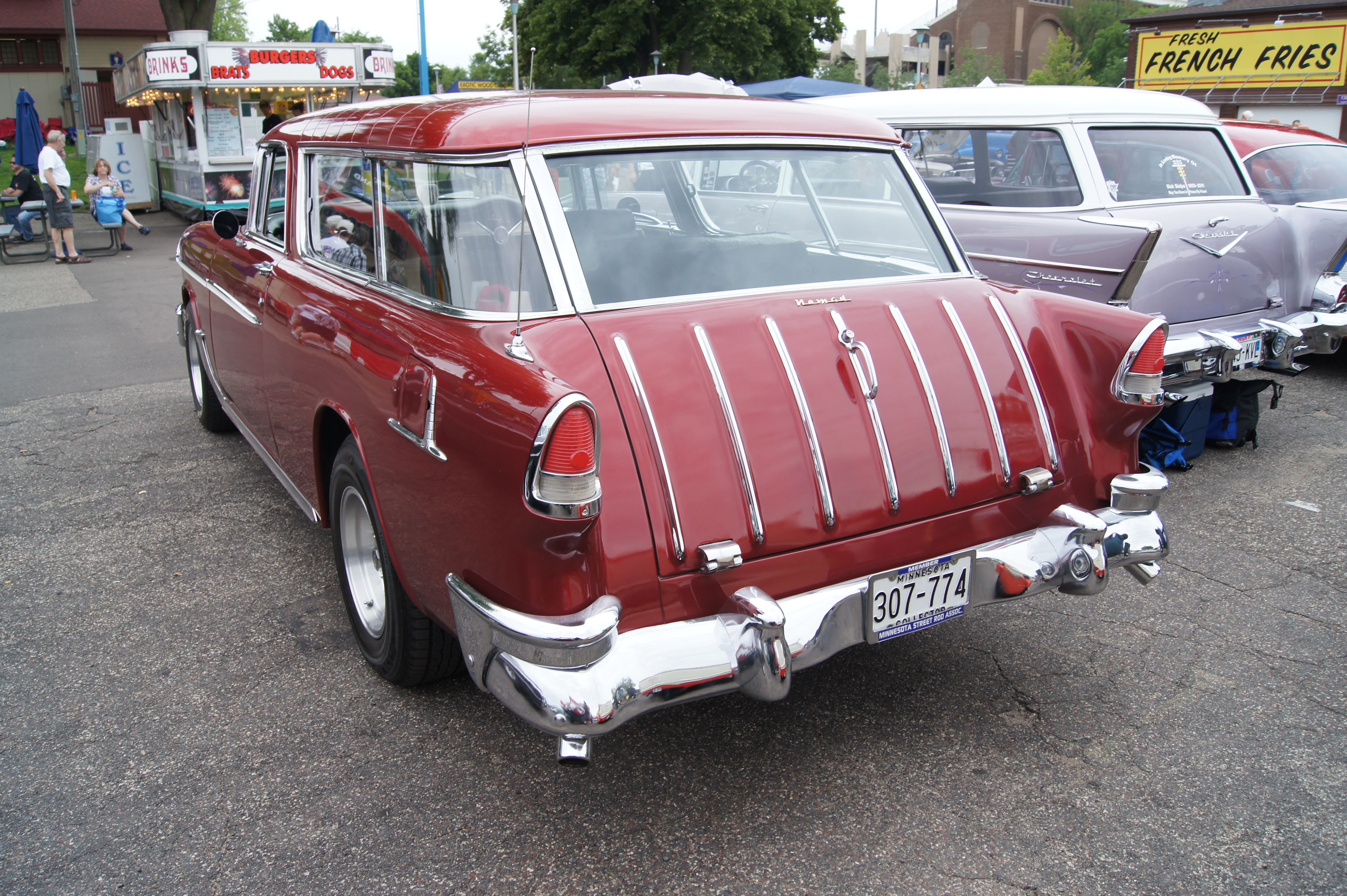
1955
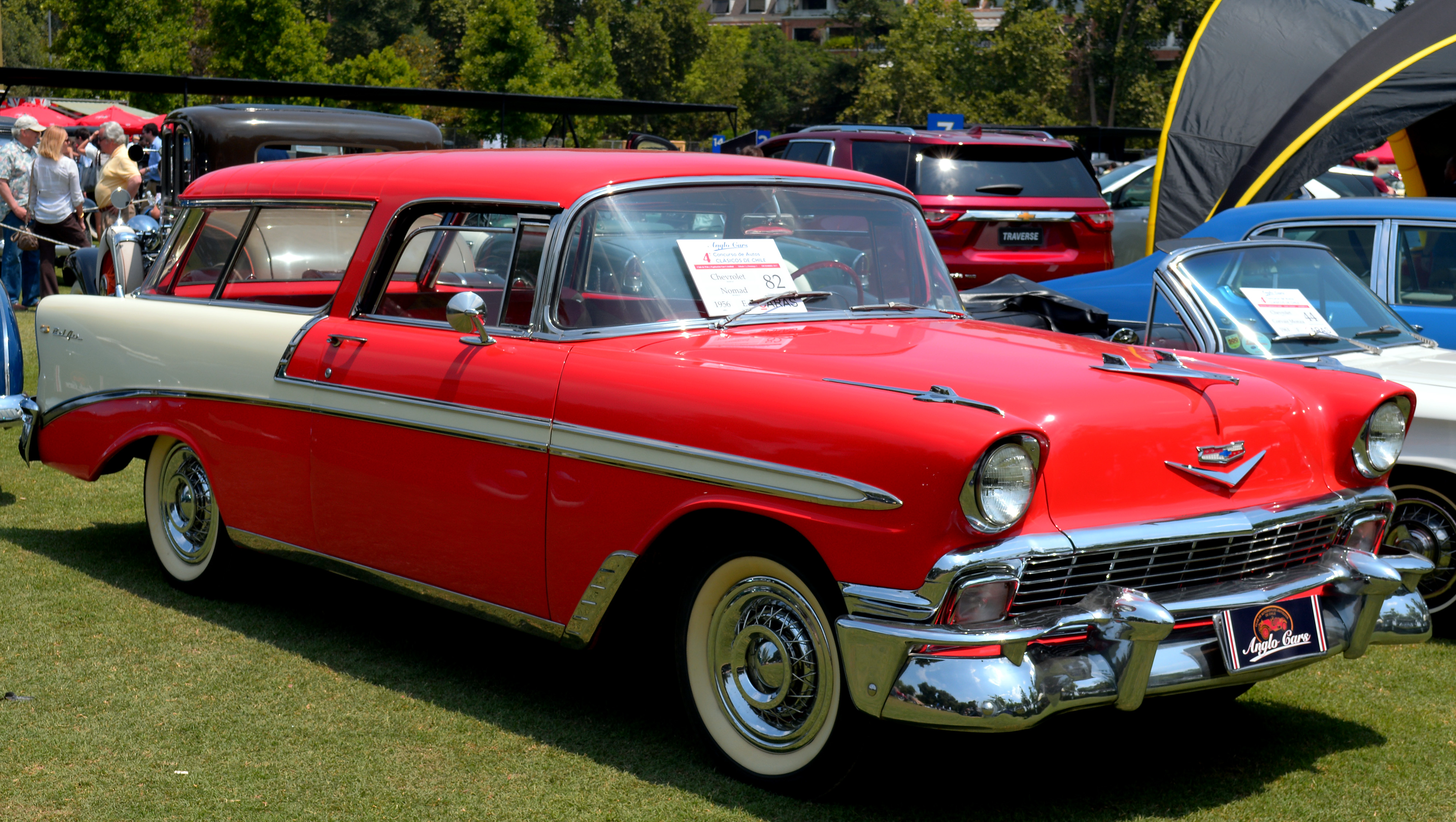
1956
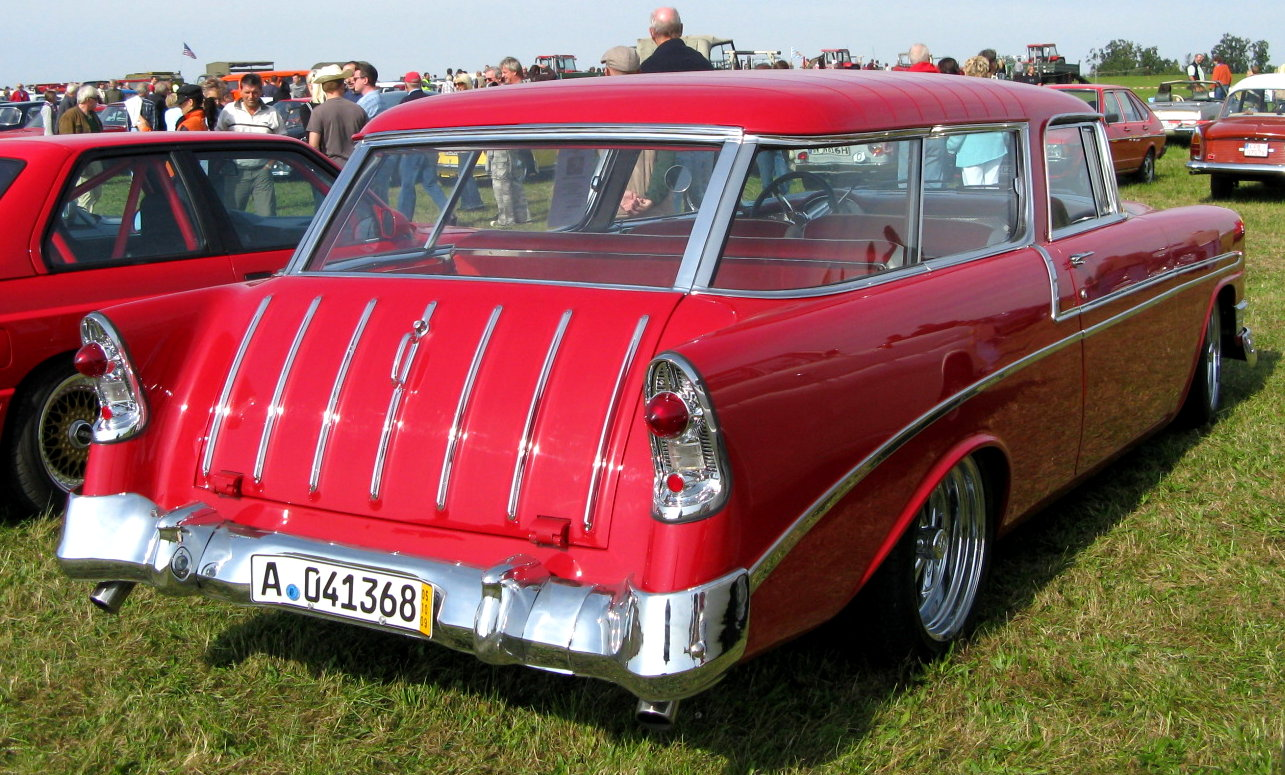
1956
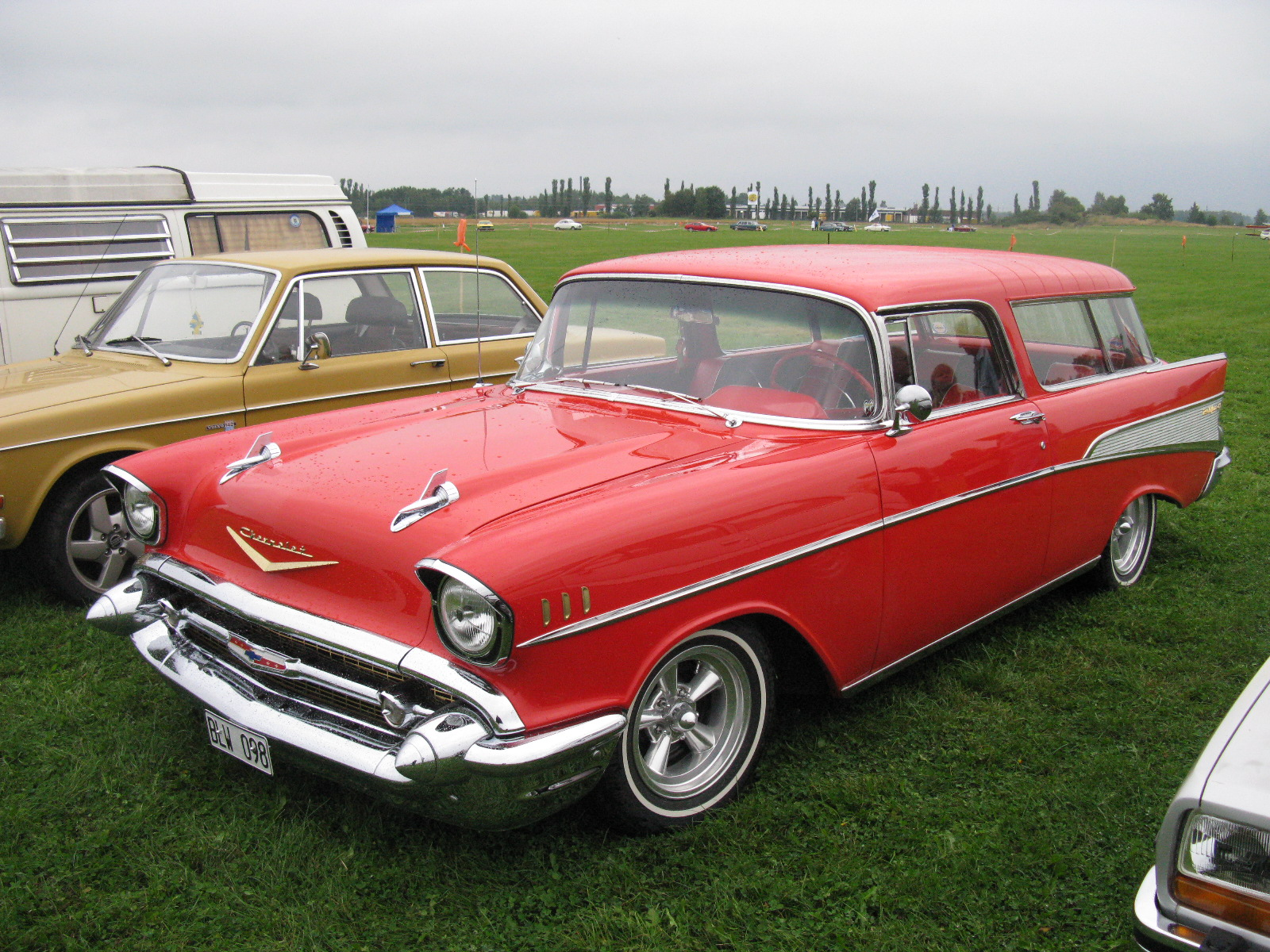
1957
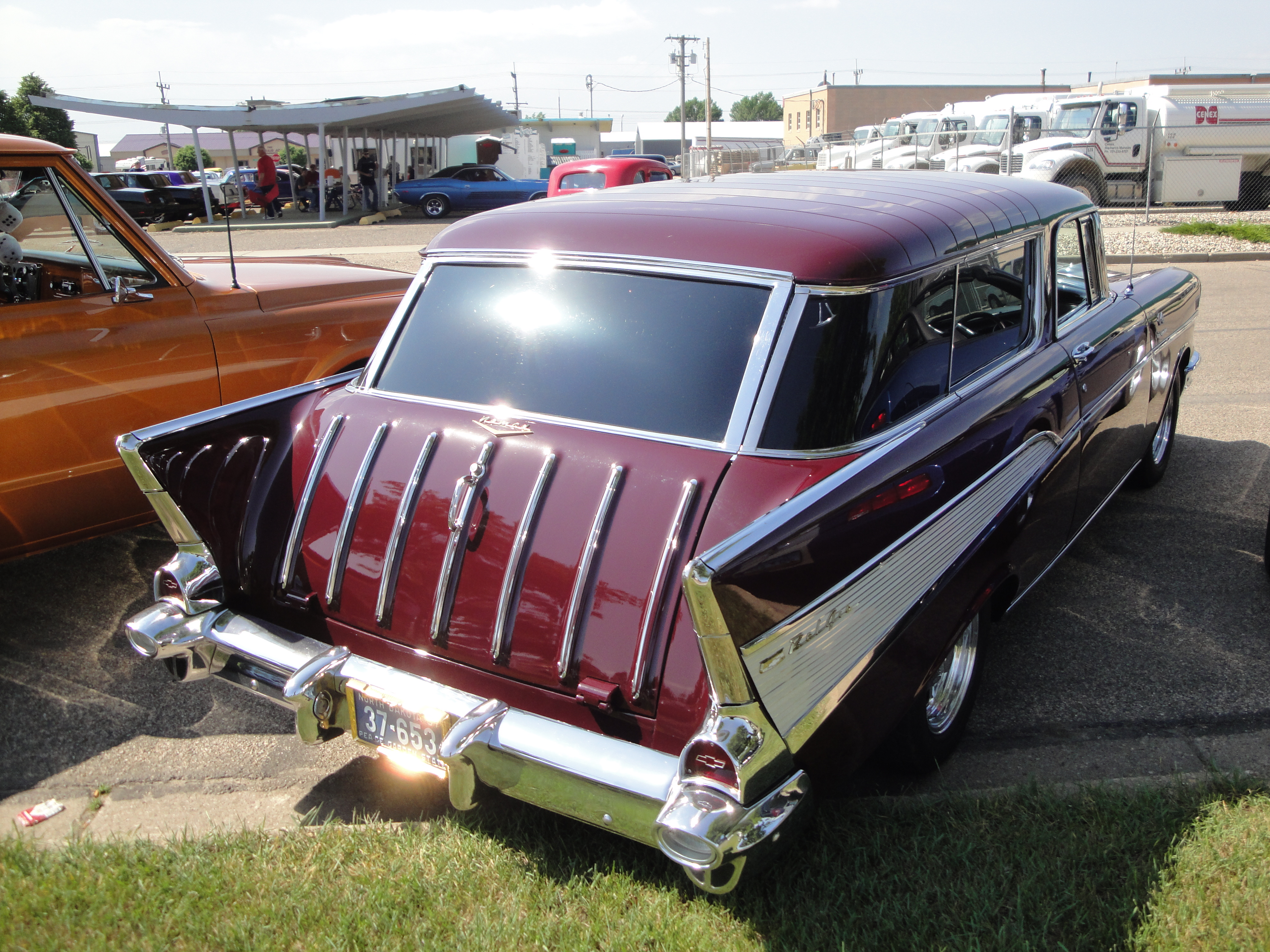
1957

### 1958

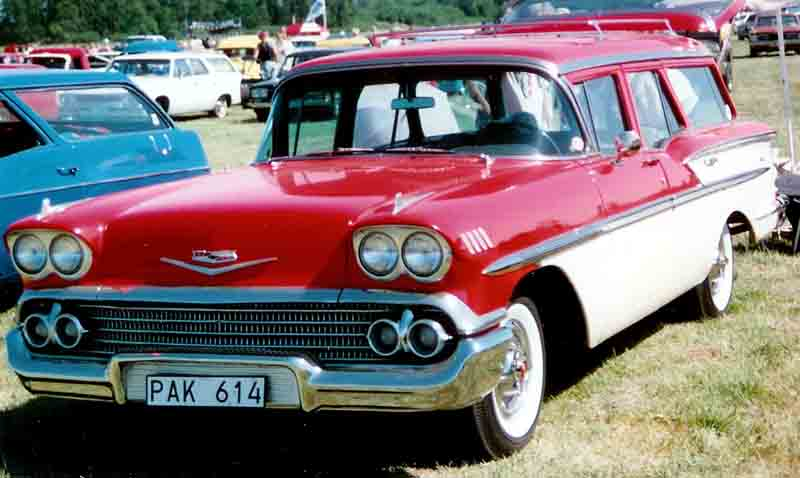
1958 Chevrolet Nomad

Das 1958er Modelljahr sollte in seiner Form bereits im Jahr 1957 auf den Markt kommen. Da sich jedoch die Entwicklung verzögerte, startete es als 1958 Modelljahr und blieb so auch nur ein Jahr im Programm. In den vorangegangenen Modelljahren trug die Front, wie bei allen anderen Fabrikaten und Modellen auch, Einzelscheinwerfer. Mit der Vorstellung des Cadillac Eldorado Brougham führte der Hersteller 1957 Doppelscheinwerfer ein. Dafür musste jedoch das Zulassungsgesetz der USA geändert werden. Sämtliche Hersteller, einschließlich Chevrolet mit dem 1958er Modellreihen Bel Air und Impala, folgten dem Beispiel. Der 1958er Chevy war deutlich größer als die vorangegangenen Jahre 1955–1957. Durch den neuen X-Traversen-Rahmen war er stabiler und hatte einen um 70 mm längeren Radstand. Er erhielt eine neue Viergelenk-Hinterachse mit Schraubenfedern, die vordere Radaufhängung hatte ebenfalls Schraubenfedern. 
Im Modelljahr 1958 bezeichnete der Name Nomad das fünftürige Kombi-Spitzenmodell der Marke. Als einziges Kombi-Gegenstück zum Bel Air wurde der Nomad über dem Brookwood (Biscayne) und dem Yeoman (Delray) platziert. Während er seine gesamte Karosserie mit den niedrigeren Ausstattungsvarianten teilte, übernahm der Nomad einige Merkmale seines Tri-Five-Vorgängers, darunter eine verchromte Heckklappenverkleidung, eine mehrfarbige Außen- und Innenausstattung und eine nach vorne abfallende C-Säule (anstelle der früheren B-Säule). Der Nomad wurde in einer 6-Personen-Konfiguration angeboten, wobei der Brookwood der einzige 9-Personen-Kombi von Chevrolet war.
| Typ                           | Hubraum [cm3] | Verdichtung | Vergaser                | Auspuff | Leistung [PS / kW] | bei Drehzahl [min−1] |
| ----------------------------- | ------------- | ----------- | ----------------------- | ------- | ------------------ | -------------------- |
| Blue-Flame 6-Zylinder-Reihe   | 3859          | 8,25:1      | Doppelvergaser          | Einfach | 145 / 107          | 4200                 |
| Turbo-Fire V-8                | 4638          | 8,5:1       | Doppelvergaser          | Einfach | 185 / 136          | 4600                 |
| Super Turbo-Fire V-8          | 4638          | 9,5:1       | Doppel-Registervergaser | Einfach | 230 / 169          | 4800                 |
| Turbo-Thrust V-8              | 5692          | 9,5:1       | Doppel-Registervergaser | Doppelt | 250 / 184          | 4400                 |
| Super-Turbo-Thrust V-8        | 5692          | 9,5:1       | Drei Doppelvergaser     | Doppelt | 280 / 206          | 4800                 |
| Special Super Turbo-Thrust V8 | 5692          | 11,0:1      | Drei Doppelvergaser     | Doppelt | 315 / 232          | 5600                 |
| Ram-Jet Fuel Injection V-8    | 4638          | 9,5:1       | Einspritzung            | Einfach | 250 / 184          | 5000                 |

### 1959–1961
Wiederum teilte der Nomad seine Karosserie mit den anderen Chevrolet-Kombis, ersetzte aber die obere Hälfte der geteilten Heckklappe durch ein einziehbares Heckfenster; ein nach hinten gerichteter Sitz in der dritten Reihe wurde zur Option. Die Heckschürze des Nomad war fast identisch mit der der Chevrolet-Limousinen, erhielt aber große Heckklappen und verlor die vertikalen Chromleisten an der Heckklappe.
Für 1960 wurde der Nomad äußerlich überarbeitet, mit einem dezenteren Styling unterhalb der Fenster. Die Lufteinlässe wurden oberhalb des Kühlergrills entfernt (was die Motorhaube optisch absenkte) und die Heckschürze wurde neu gestaltet, einschließlich der Heckklappen und der Rückleuchten (jetzt vier runde Linsen); ein verchromter „Jet“ wurde an den hinteren Viertelverkleidungen hinzugefügt.
Für 1961 überarbeitete Chevrolet seine Full-Size-B-Body-Baureihe, einschließlich der Kombi-Serie. Wiederum auf einem 3022 mm (119-Zoll) Radstand basierend, wurde der Nomad leicht verkleinert, wobei er rund 56 mm (2 Zoll) in der Breite und 25 mm (1 Zoll) in der Höhe verlor. Weitaus konservativer als seine Vorgänger, gewann der neu gestaltete Nomad mehr Laderaum und erhöhte die Funktionalität durch eine größere Heckklappenöffnung. Um den Rückzug des Kingswood zu kompensieren, wurde der Nomad nun nur noch mit 9-Personen-Bestuhlung angeboten.
Bis einschließlich 1962 behielt man den Namen für dieses Modell bei; dann hießen alle Chevrolet-Kombis wieder wie ihre zugehörigen Limousinen-Baureihen, wobei der Nomad durch den Impala-Kombi ersetzt wurde.
| Typ                           | Hubraum [cm3] | Verdichtung | Vergaser                | Auspuff | Leistung [bhp / kW] | bei Drehzahl [min−1] |
| ----------------------------- | ------------- | ----------- | ----------------------- | ------- | ------------------- | -------------------- |
| Blue-Flame 6-Zylinder-Reihe   | 3859          | 8,25:1      | Doppelvergaser          | Einfach | 135 / 99            | 4000                 |
| Turbo-Fire V-8                | 4638          | 8,5:1       | Doppelvergaser          | Einfach | 185 / 136           | 4600                 |
| Super Turbo-Fire V8           | 4638          | 9,5:1       | Doppel-Registervergaser | Einfach | 230 / 169           | 4800                 |
| Ram-Jet Fuel Injection V8     | 4638          | 9,5:1       | Einspritzung            | Einfach | 250 / 184           | 5000                 |
| Ram-Jet Fuel Injection V8     | 4638          | 10,5        | Einspritzung            | Einfach | 290 / 213           | 6200                 |
| Turbo-Thrust V8               | 5703          | 9,5:1       | Doppel-Registervergaser | Doppelt | 250 / 184           | 4400                 |
| Super Turbo-Thrust V8         | 5703          | 9,5:1       | Drei Doppelvergaser     | Doppelt | 280 / 206           | 4800                 |
| Special Turbo-Thrust V8       | 5703          | 11,0:1      | Doppel-Registervergaser | Doppelt | 300 / 221           | 5600                 |
| Special Super Turbo-Thrust V8 | 5703          | 11,0:1      | Drei Doppelvergaser     | Doppelt | 315 / 232           | 5600                 |

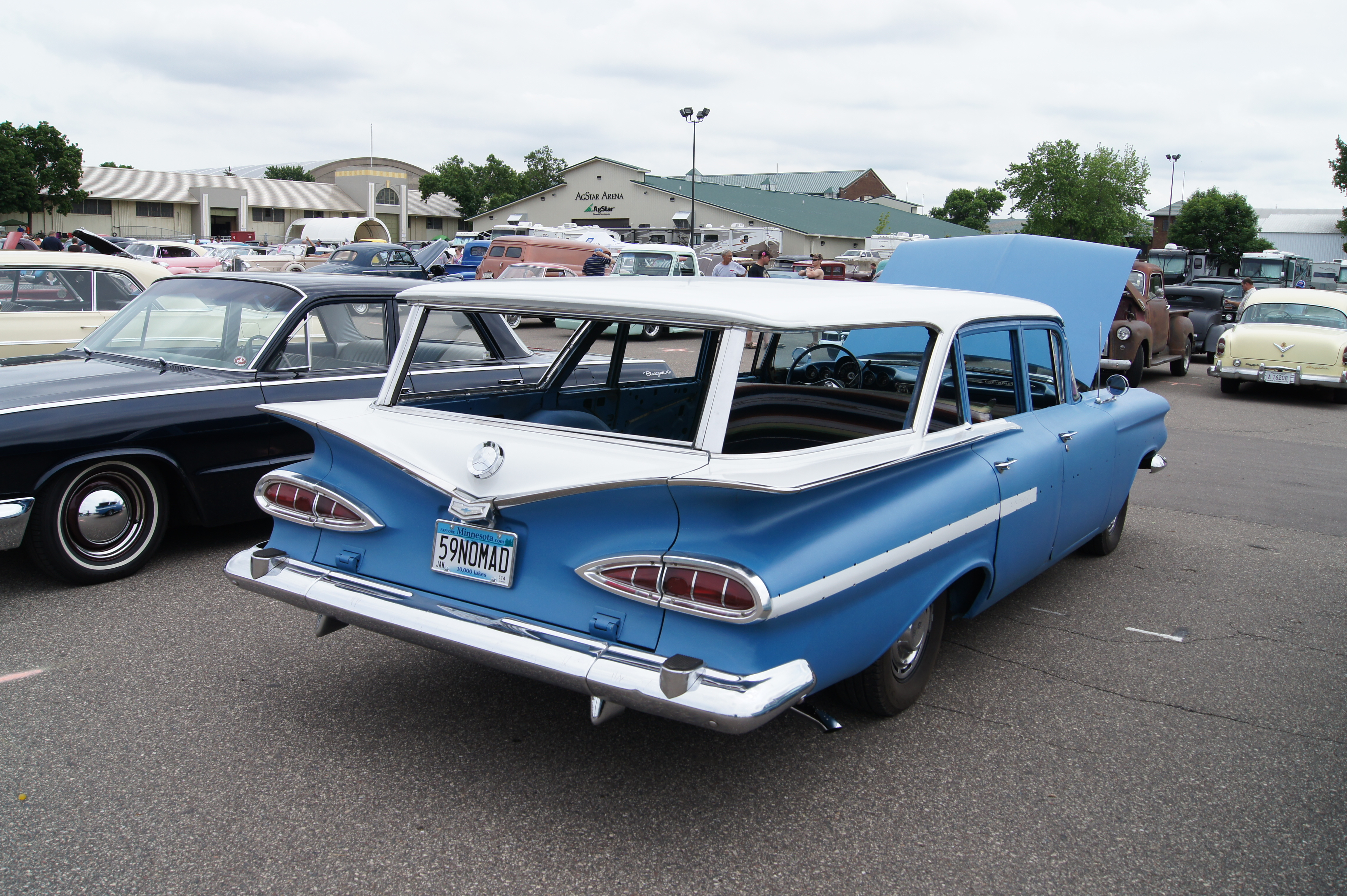
1959
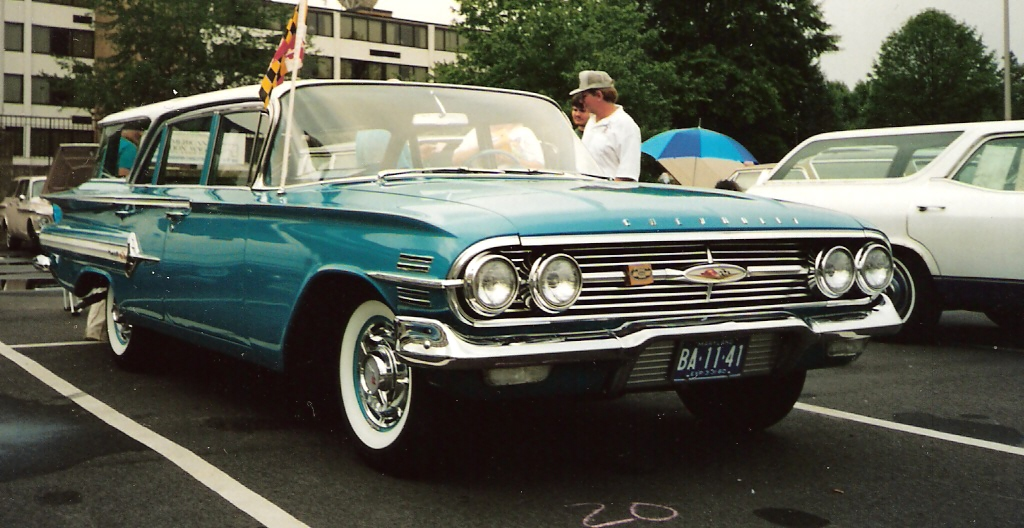
1960
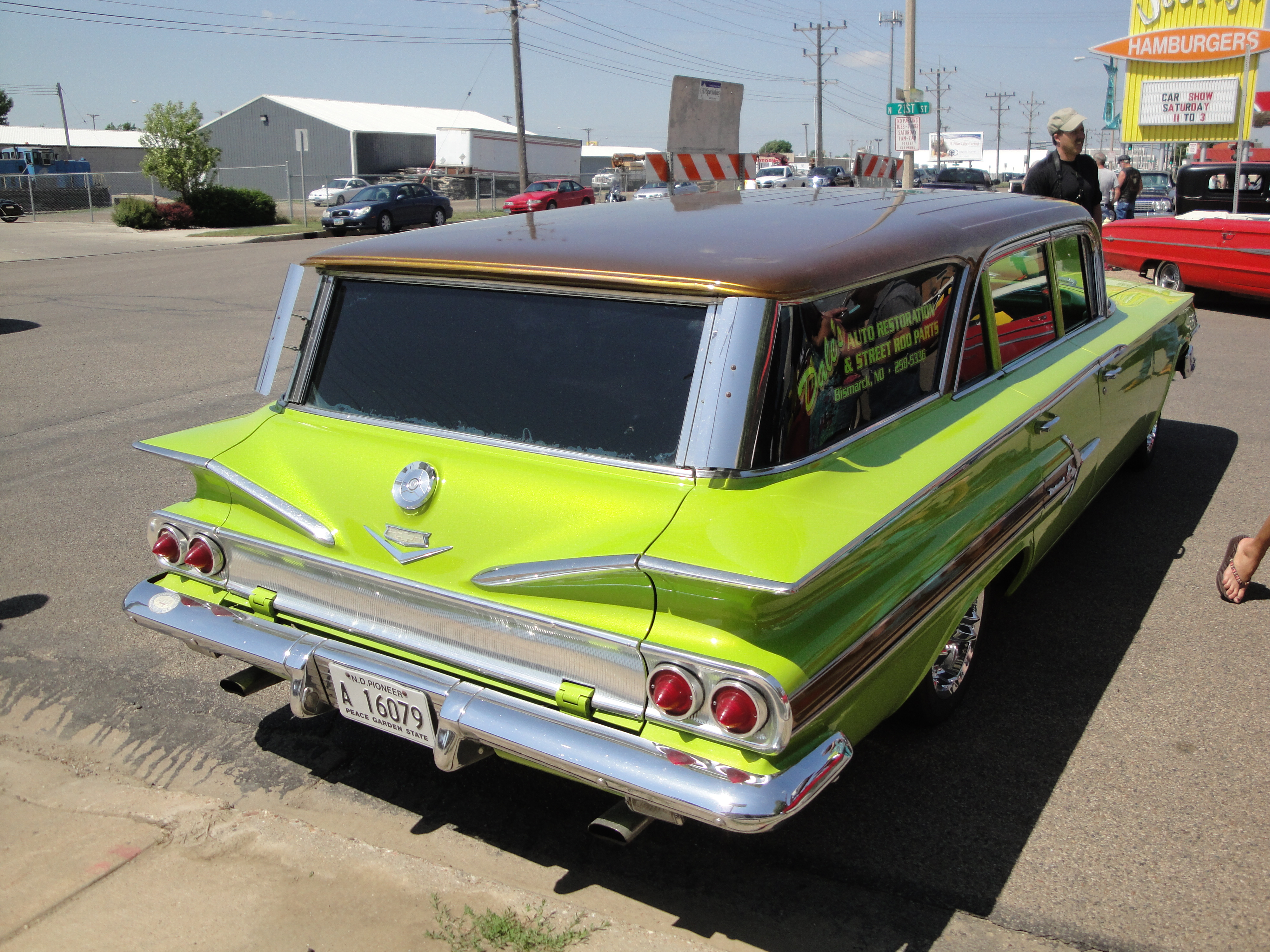
1960
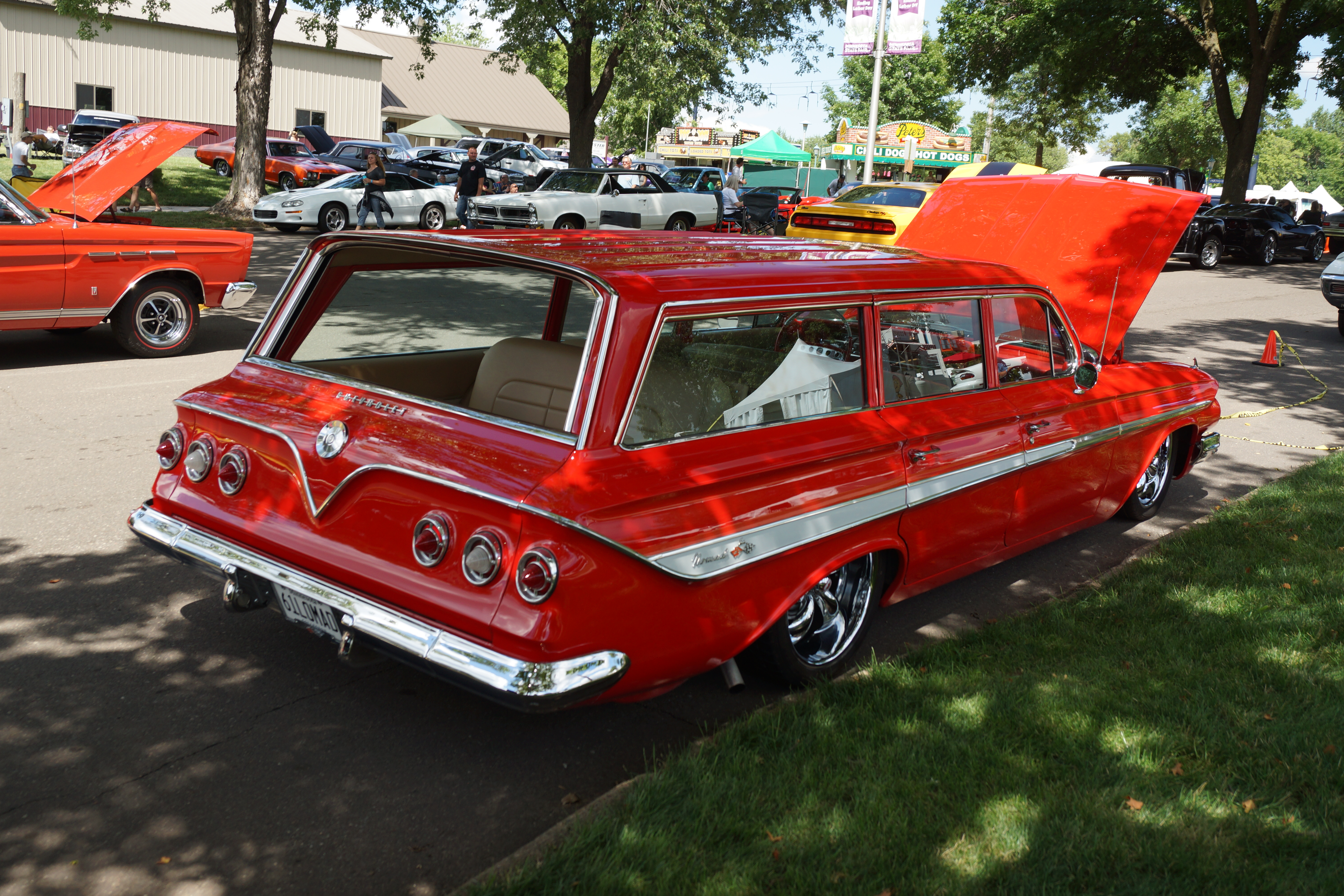
1961 (tiefergelegt, keine originalen Räder)

### 1964–1972

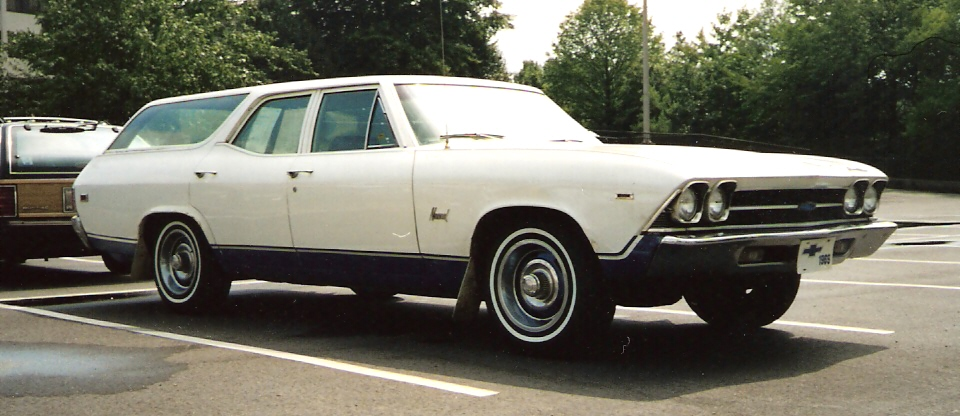
Chevrolet Chevelle Nomad Kombi (1969)

Die Modelljahre 1964 und 1965 brachten eine Wiederbelebung des ursprünglichen Nomad von 1955, da Chevrolet einen dreitürigen Mittelklasse-Kombi der Chevelle-300-Baureihe im gleichen Stil baute. Diese Wagen hießen zwar nicht Nomad, aber in den Modelljahren 1968 bis 1972 trug der günstigste fünftürige Chevelle-Kombi diesen Namen. In den späten 1970er- und frühen 1980er-Jahren kehrte der Name für ein Ausstattungspaket des Chevrolet Van zurück.

## Konzeptfahrzeuge

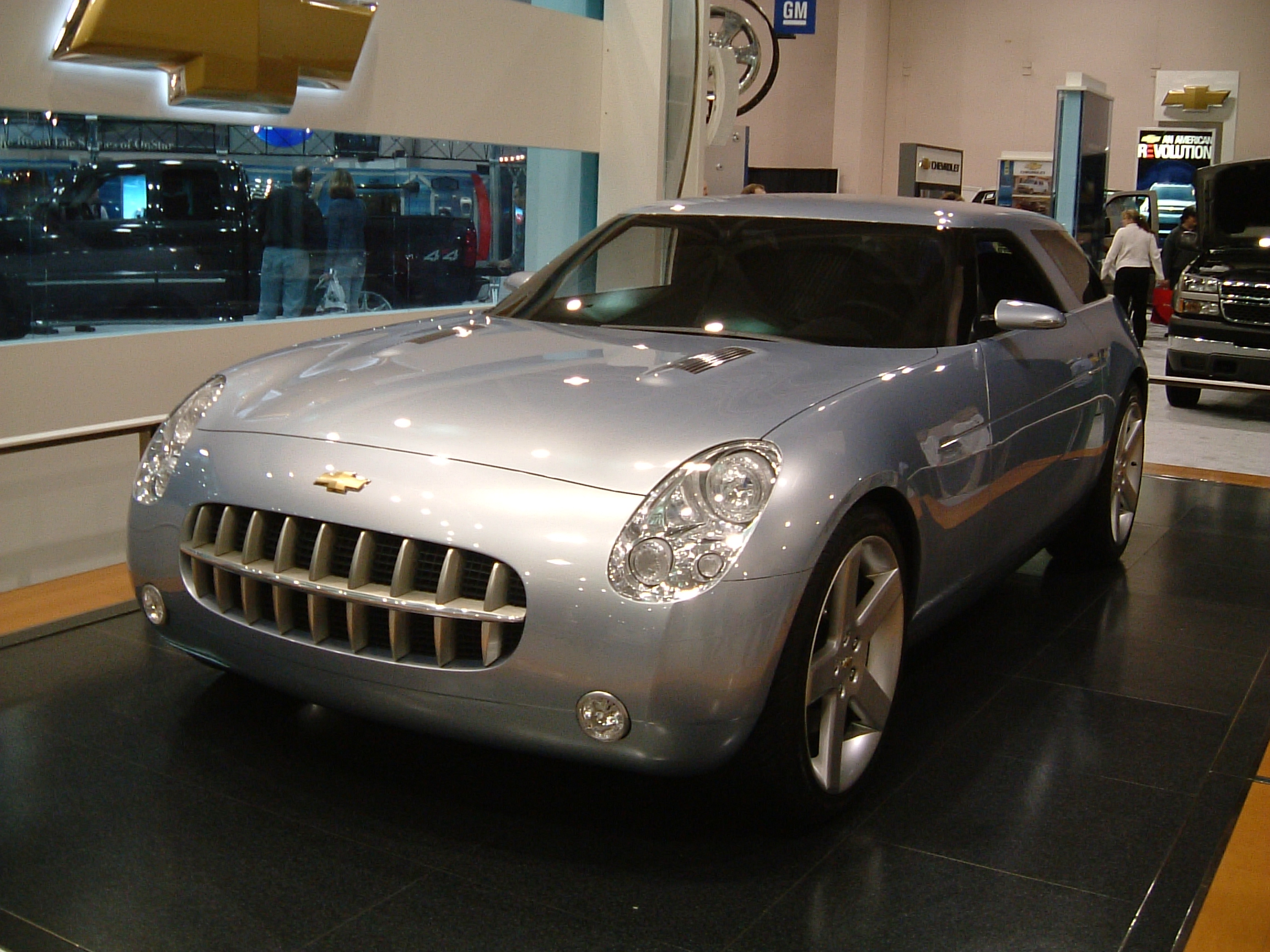
Chevrolet Nomad Konzeptfahrzeug (2004)

Nach dem ersten Motorama-Nomad von 1954 gab es zwei weitere Nomad-Konzeptfahrzeuge. Das erste von 1999 basierte auf dem Chevrolet  Camaro mit der F-Plattform und hatte einen V8-Motor. Das zweite Konzeptfahrzeug wurde 2004 präsentiert und beruhte auf der Kappa-Plattform. Es sah dem ursprünglichen 1954er-Showcar auf Basis der Corvette sehr ähnlich.

## Südafrika
Im Jahre 1976 wurde der Name Chevrolet Nomad von General Motors South Africa für ein offenes Freizeitfahrzeug verwendet, das zu 88 % (nach Gewicht) aus inländischer Produktion stammte. Bei diesem knapp 3,50 m langen Fahrzeug wurden die Hinterräder von einem 4-Zylinder-Motor mit 2,5 l Hubraum und 65 kW Leistung angetrieben.